# 張英 (前燕)
張 英（ちょう えい、生没年不詳）は、五胡十六国時代の前燕の人物。

## 生涯
鮮卑慕容部の大人慕容皝に仕え、帳下督に任じられていた。
335年12月、段部・宇文部は慕容皝に反乱を起こした慕容仁の本拠地平郭に使者を遣わした。各々の使者は平郭城外の館に宿泊した。張英は百余騎で間道を潜行して、これを急襲した。宇文部の使者十余人を殺害、段部の使者は危害を加えずに帰し、張英らは撤退した。
これ以後の事績は、史書に記されていない。